# Choi Ha-won
Choi Ha-won (* 1937) ist ein südkoreanischer Filmregisseur. Er hat über 25 Spielfilme inszeniert und zu sechs Filmen außerdem das Drehbuch verfasst.
Nachdem er sein Studium der koreanischen Literatur und Sprache an der Yonsei-Universität abgeschlossen hatte, drehte er seinen ersten Spielfilm Namdeul bitale seoda (1968).
Seine bekanntesten Filme schuf Ha-won mit Literaturverfilmungen in den späten 1960er und den 1970er Jahren. Nach einer Kurzgeschichte von Hwang Soon-won entstand das Drama Dokjitneun neulgeuni (독짓는 늙은이), das 1969 erschien und bei der Oscarverleihung 1970 als südkoreanische Einsendung auf eine Nominierung als „bester fremdsprachiger Film“ hoffen konnte, aber schließlich nicht nominiert wurde. Der Film handelt von einem einsamen Töpfer, der eines Tages einer jungen Frau das Leben rettet und diese dann heiratet; als die Frau später mit einem anderen Mann weggeht und den Töpfer und den Sohn der beiden zurücklässt, begeht der Töpfer Suizid. Genauso wie in Munyeodo (1972) verarbeitete der Regisseur hier religiöse Themen.
Als sein wichtigstes Werk sieht Choi (Jeoljeong) (1978) an. Dieses entstand nicht wie die meisten südkoreanischen Filme zu dieser Zeit nach einer literarischen Vorlage, sondern nach einem Originaldrehbuch von Lee Hui-wu. Der Film Chodaebadeun saramdeul (초대받은 성웅들) gewann 1981 den Preis als „besten Film“ auf dem Daejong-Filmfestival. 1990, nach seinem Film Hwarang dae (화랑대), zog er sich aus dem Filmgeschäft zurück.
Der Regisseur war auch Vorstandsmitglied des Koreanischen Filmkonzils und Professor an der Koreanischen Akademie der Filmkünste.